# Picumnus limae
Picumnus limae е вид птица от семейство Picidae.

## Разпространение
Видът е разпространен в Бразилия.